# Sierzchowy
Sierzchowy – wieś sołecka w Polsce położona w województwie łódzkim, w powiecie rawskim, w gminie Cielądz.
Wieś szlachecka położona była w drugiej połowie XVI wieku w powiecie rawskim ziemi rawskiej województwa rawskiego. W latach 1975–1998 miejscowość administracyjnie należała do województwa skierniewickiego.
We wsi urodził się polityk, premier RP, Tomasz Arciszewski.
We wsi znajduje się Szkoła Podstawowa im. Jana Pawła II.
Od 1394 w Sierzchowach znajduje się parafia Przemienienia Pańskiego.

## Zabytki[5]
- Gotycki, parafialny kościół pw. Wniebowzięcia NMP zbudowany w latach 1520–1549 z funduszy Stanisława Sierzchowskiego herbu Drzewica. Kościół salowy z zakrystią od północy i kaplicą od południa. Wcześniej w 2. poł. XIV wieku wzmiankowana była kaplica o murowanym prezbiterium[6]. W latach 1574–1604 za sprawą Gostomskich kościół służył jako zbór braci polskich[7]. W 1681 roku ufundowano kaplicę św. Anny. Podczas I wojny światowej w 1915 roku pocisk uszkodził północną ścianę, w związku z czym kościół został odrestaurowany w 1917 i 1930 roku. Zrekonstruowano wtedy szczyt zachodni i przęsła nawy. Przewodniczącym Społecznego Komitetu Odbudowy był Bolesław Iwicki z Brzozówki. Wnętrze zdobi gwiaździste sklepienie. W lunecie zakrystii znajduje się herb Łada. W przedsionku kościoła umieszczono kość mamuta wykopaną w Parolicach, majątku Iwickich, w XIX w. Jak głosi legenda, gdy kość się rozpadnie, nastąpi koniec świata. 
  - trzy późnogotyckie portale z piaskowca
  - tablica fundacyjna heraldyczna nad portalem zachodnim z herbami Leliwa, Rawa, Rola, Jastrzębiec.
  - Ołtarz główny zniszczony w 1915 r. odbudowano w 1939 r. i zdobi go motyw „Ostatniej Wieczerzy” z lipowego drewna.
  - barokowy boczny ołtarz św. Anny ufundowany w 1681 r.
  - neobarokowy ołtarz boczny z XIX w.
  - dwie kamienne kropielnice z XVI i XVII w.
  - drewniana renesansowa ambona.
- przykościelna dzwonnica drewniana z XVIII wieku.